# Guochao
Guochao (xinès simplificat: 国潮, pinyin: Guó cháo, literalment 'Tendència nacional'), així com l'anglicisme China-chic, defineixen la moda sorgida a la República Popular de la Xina, consistent en productes de consum o moda que tenen elements específics de la cultura xinesa i n'incorpora alguns elements populars, o converteix la cultura tradicional local en un element present a la moda popular.
Tot i que és difícil de quantificar el seu l'impacte econòmic, s'estimava que les compres motivades pel Guochao generaven 35.000 milions de yuans anuals durant la primera meitat de la dècada del 2020. Pel que fa a les demografies, el 70% dels nascuts a la dècada del 1990 prefereixen marques xineses, així com el 80% dels nascuts posteriorment.
És una tendència que afecta, sobretot, al sector de la moda, però també al de la tecnologia, productes d'alimentació o consum, i fins i tot a indústries culturals com el cinema d'animació. Com a conseqüència, moltes marques estrangeres han realitzat edicions especials amb motius i temàtiques xineses, sovint en dates importants com l'Any Nou Xinés.

## Desenvolupament
Es tracta també d'un moviment originat entre la generació Z xinesa, que consideraria que els productes realitzats al país tenen el potencial de liderar processos d'innovació.
Es considera que una desfilada de la marca Li Ning a la New York Fashion Week del 2018 va donar popularitat al moviment, arran de la bona acollida que tingué entre la premsa local la presentació de la col·lecció Wu Dao, inspirada en el taoïsme. Amb el sorgiment del moviment, Li Ning i la marca homònima han sigut considerats abanderats de la filosofia, i considerats el far de la producció domèstica, un slogan sorgit a internet pels seguidors del Guochao. Altres marques afectades pel fenomen inclouen productes retro o vintage de consum habitual a la República Popular de la Xina a la dècada del 1980 o abans, com Meihua, Feiyue, o Warrior.
Hi ha tendències anteriors al 2018 que expliquen el fenomen, com el nacionalisme xinés; els esforços de Shan Jixiang, curador al Museu del Palau de Beijing, en difondre la cultura xinesa; i el programa de televisió del 2016 Mestres de la Ciutat Prohibida. Tot i l'origen anterior, seria arran de la pandèmia de la Covid-19 que el moviment va agafar força.